# Diócesis de Huesca
La diócesis de Huesca (en latín: Dioecesis Oscensis) es una circunscripción eclesiástica de la Iglesia católica en España. Se trata de una diócesis latina, sufragánea de la archidiócesis de Zaragoza. Desde el 23 de diciembre de 2023 se encuentra en sede vacante, siendo su administrador apostólico el arzobispo Vicente Jiménez Zamora.

## Territorio y organización

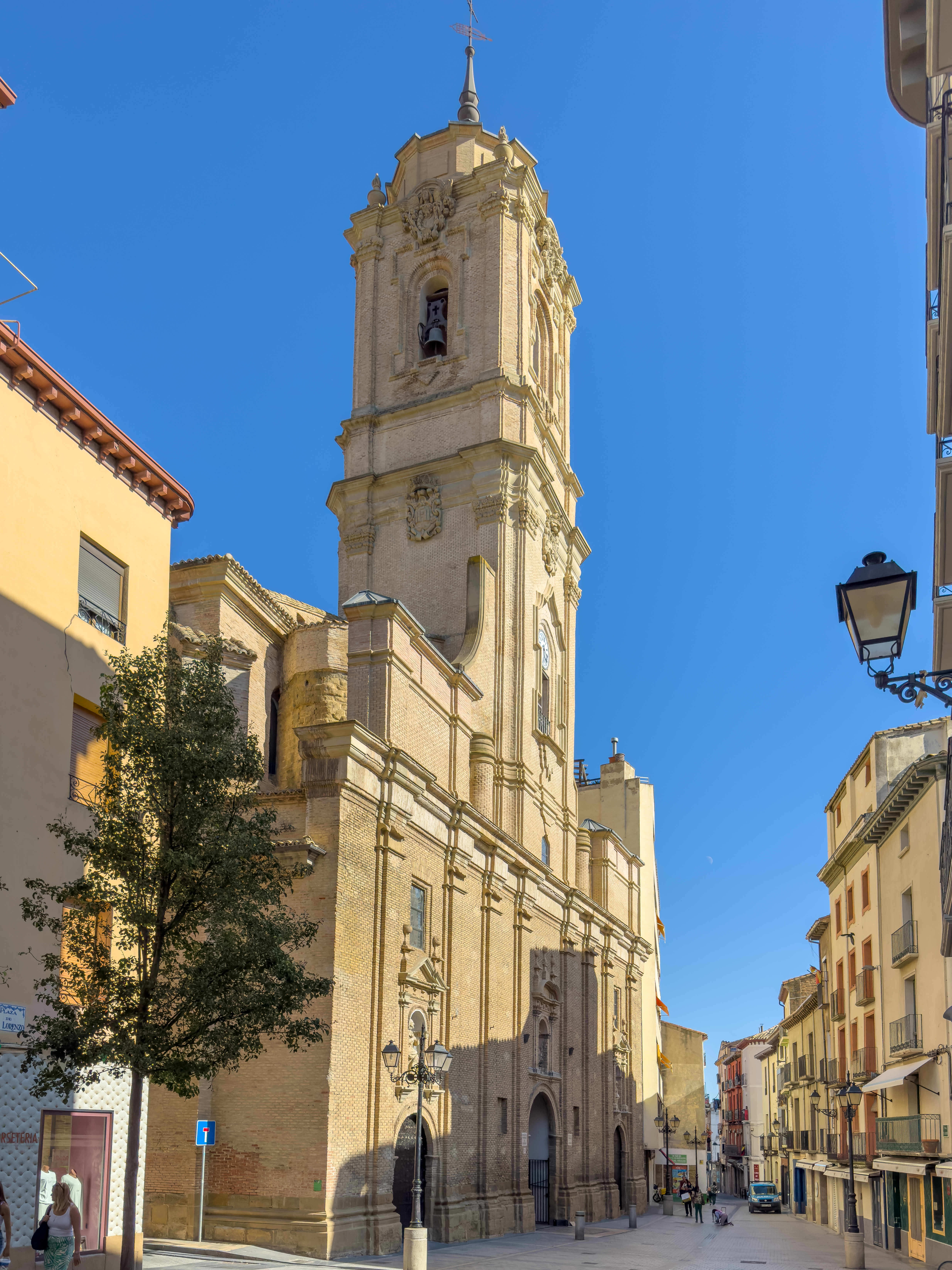
Real Basílica de San Lorenzo, en Huesca

La diócesis tiene 4728 km² y extiende su jurisdicción sobre los fieles católicos de rito latino residentes en parte de la comunidad autónoma de Aragón, comprendiendo en la parte central-sur de la provincia de Huesca las comarcas de La Montaña (alrededor de la sierra de Guara), El Somontano (al sur de Guara, que es la zona más densamente poblada alrededor de Huesca) y Los Monegros, sin llegar a los Pirineos. Limita con la diócesis de Jaca al norte y al oeste; al norte y al este con la diócesis de Barbastro-Monzón; y al sur y al oeste con la archidiócesis de Zaragoza. El espacio actual del territorio de la diócesis se corresponde con ciudades, pueblos y aldeas que pertenecen en parte de las comarcas de Aragón de: Alto Gállego, Sobrarbe, Hoya de Huesca, Somontano de Barbastro y Los Monegros.

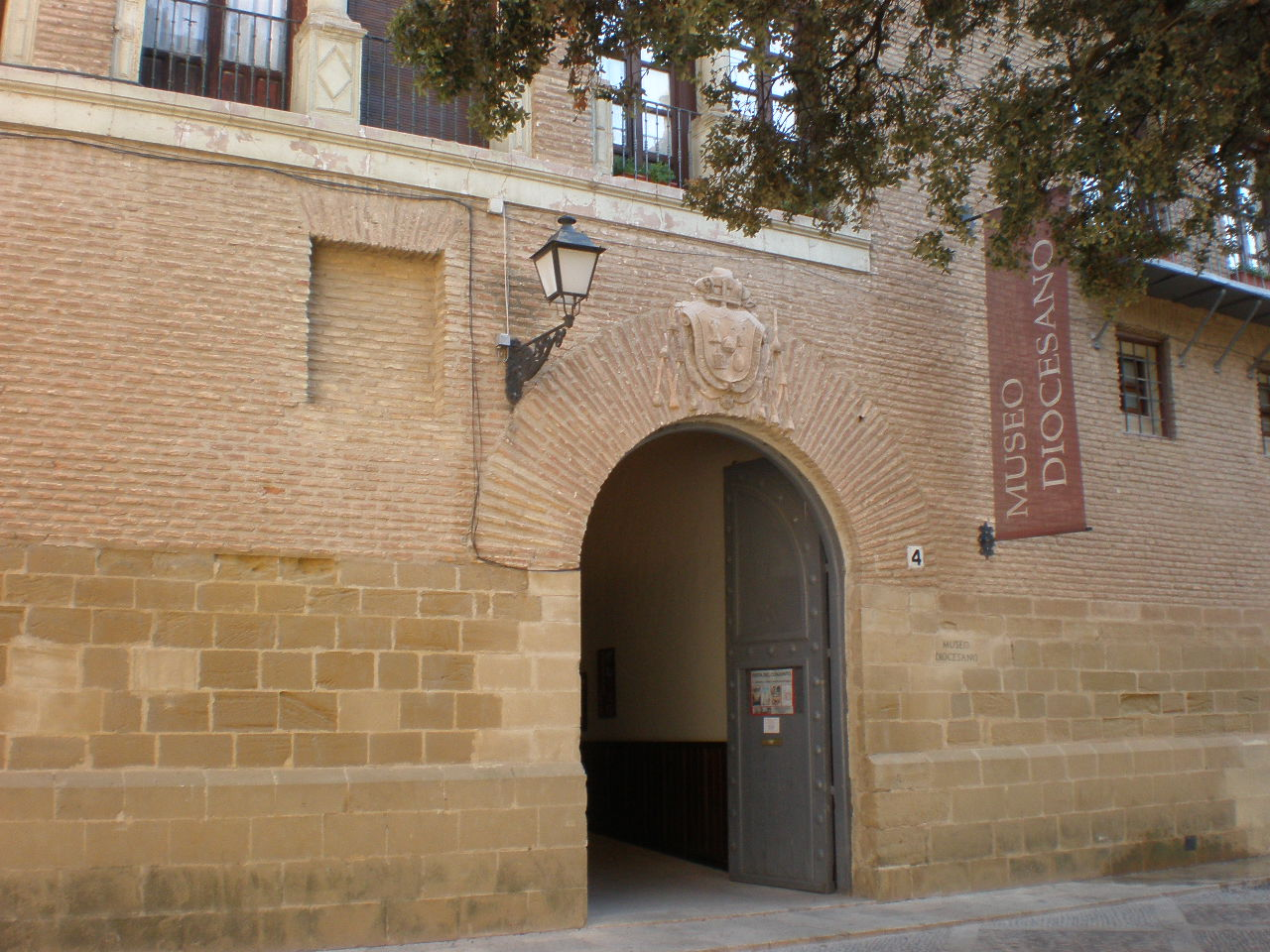
Entrada al Museo Diocesano de Huesca

La sede de la diócesis se encuentra en la ciudad de Huesca, en donde se halla la Catedral de Jesús Nazareno, también llamada de Santa María y de la Transfiguración del Señor, y la Real Basílica de San Lorenzo.

Arciprestazgo de Almudévar
Arciprestazgo de Ayerbe
Arciprestazgo de Huesca
Arciprestazgo de Monegros
Arciprestazgo de Sesa-Berbegal
Arciprestazgo de Somontano-Sobrarbe

En 2021 en la diócesis existían 210 parroquias agrupadas en 6 arciprestazgos: Almudévar, Ayerbe, Huesca ciudad, Monegros, Sesa-Berbegal y Somontano-Sobrarbe.

## Historia de la diócesis

### En laOscaromana
La tradición sostiene que el cristianismo llegó a tierras de Osca en el siglo I con la predicación de los apóstoles Santiago el Mayor y san Pablo. En las persecuciones del siglo III y del IV se hizo notar la presencia cristiana en Huesca: la diócesis se gloria de ser la cuna de san Orencio y de santa Paciencia, padres de san Lorenzo, diácono y mártir en Roma el 10 de agosto de 258. Lorenzo es el santo patrono principal de la diócesis de Huesca. En la Osca romana nació san Vicente (diácono del obispo de Zaragoza san Valero), que sufrió persecución en tiempos del emperador romano Diocleciano y murió en Valencia martirizado el 22 de enero de 304.
Se desconocen los orígenes de la diócesis de Huesca, en la provincia romana Tarraconense, sufragánea de la archidiócesis de Tarragona. La primera mención documental de un obispo radicado en el territorio de Osca aparece a principios del siglo IV en el Concilio de Elvira (Iliberis, cerca de la actual Granada), el concilio hispano más antiguo del que se conservan sus actas: hacia el año 306 un cierto obispo Genaro de Fibularia firmó las citadas actas. Por Fibularia se designa a la ciudad Calagurris Fibularia, dependiente de Osca desde el siglo I a. C., que se identifica actualmente con un paraje y yacimiento arqueológico romano llamado "Calaborra", situado en Bolea. El primer obispo históricamente documentado de la sede propia de Osca aparece mencionado en una de las nuevas cartas atribuidas al corpus de cartas de san Agustín y fechadas entre 419 y 421, que podrían remontar el nacimiento de la diócesis al siglo IV.

### El obispado visigodo
La Osca romana pudo ser sede episcopal, pero no se conocen otros obispos de Huesca hasta la primera mitad del siglo VI, siendo el obispo Elpidio, que tras la celebración del Concilio de Toledo el 17 de mayo de 531 firmó sus actas junto con sus tres hermanos obispos, Nebridio de Egara, Justo de Urgel y Justiniano de Valencia. Los nombres de los obispos más antiguos que han llegado hasta hoy desde fuentes seguras pertenecen al siglo VI, con los visigodos en Hispania y con el desarrollo de un cristianismo más contemplativo y monástico, producido durante la descomposición del poder romano y su sustitución por los bárbaros: la sierra de Guara y las sierras exteriores pirenáicas a la vista de Huesca fueron lugares donde se fundaron cenobios y monasterios que fueron refugio de numerosos eremitas como san Victoriano (o Victorián), abad del monasterio de San Martín de Asán en tiempos del obispo Elpidio, un monasterio fundado en 522 que antes de la invasión árabe se convirtió con la regla de san Victorián en un verdadero seminario episcopal de la Tarraconense. Probablemente sea en este monasterio donde los obispos tenían su sede. También destacó san Úrbez (o Urbicio), pastor y monje en la sierra de Guara un siglo después de la invasión musulmana.
En el siglo VI, Elpidio (h. 522-546) fue el obispo que vio su sede erigida (el año 533, según Catholic-Hierarchy), sufragánea de la sede tarraconense. Pompeyano (h. 546-556), Vicente (557-576) y Gabinio (576-600) fueron los siguientes obispos de la sede oscense, siendo este último el primero de los 52 obispos, asistentes al III Concilio de Toledo el 8 de mayo de 589, que con su firma sellaron la abjuración del rey Recaredo de su fe arriana y conversión a la fe católica. En el año 598 se celebró en Huesca un concilio de la provincia eclesiástica Tarraconense. Osdulfo asistió en 633 al IV y en 638 al VI Concilio de Toledo, mientras que Eusebio estuvo presente en el VIII Concilio de Toledo (653).
Relacionado con el monasterio de San Martín de Asán, además del mencionado obispo Vicente (557-576, cuyo testamento redactado hacia 576 se conserva), que profesó en el 551 como diácono y legó sus bienes al monasterio en tiempos del abad san Victorián, otros obispos de Huesca fueron primero abades de San Martín de Asán, como Audeberto, que siendo abad asistió como vicario del obispo Gudiselo de Osca (también llamado Gadisclo, Gadiscaldo, Budiscaldo o Budiscaleo) al XV Concilio de Toledo celebrado en 683, mientras que ya obispo de Osca, firmó las actas del XVI Concilio de Toledo en 693. Además, habrían sido monjes de San Martín de Asán los obispos san Gaudioso de Tarazona (527-541), Aquilino de Narbona, Tranquilino de Tarragona y Eufrónimo de Zamora.

### Invasión árabe. Obispos de Aragón y deWasqah
En el 711 los árabes invadieron la península ibérica y pronto se adueñaron de su mayor parte: en 714 alcanzaron Zaragoza y el valle del río Ebro, y para el año 719 Huesca capituló. Se desconoce el destino de la diócesis, aunque en otros lugares de la península ibérica hay noticias de la supervivencia de diócesis y por tanto no hay motivos para suponer que la de Huesca haya desaparecido por completo, pero no se conocen nombres de obispos. En la Vida de san Úrbez se mencionan dos obispos que vivieron entre los siglos VIII y IX, Nitidio y Frontiniano, que sin embargo no todos los autores admiten en la cronología oscense. En esta época se extendió por todo el territorio la vida eremítica, cuyos principales representantes fueron, además de san Úrbez, los santos Voto y Félix.
Una minoría de cristianos oscenses, llevando consigo reliquias de sus iglesias, tomaron el camino del destierro hacia los ocultos valles pirenaicos, residiendo durante los 380 años de dominación musulmana en Huesca ya sea en Siresa, ya en Sásabe. De los que no huyeron, una parte importante de la población adoptó la fe musulmana de los invasores, los llamados muladíes, que conservaron haciendas y en algunos casos, importantes cargos en la gobernación musulmana como por ejemplo Amrús ben Yusuf, general del emir Alhakén I y gobernador de Toledo en 797, mientras que la comunidad mozárabe, sometida al pago de tributos, conservó la fe y el culto cristiano en torno al monasterio de San Martín de Asán (probable sede episcopal mozárabe durante los siglos VIII al X) y a la iglesia de San Pedro el Viejo en la ciudad de Wasqah, la Huesca musulmana, donde las santas Alodia y Nunilo, mártires y vírgenes durante la dominación musulmana, santificaron la tierra oscense. Se conocen los nombres de obispos mozárabes de Wasqah, como los de Nitídeo (750), Frontiniano (800) o Redempto (principios del siglo X), hijo del último conde aragonés de los Galíndez, Galindo II Aznárez cuya hermana Sancha estuvo casada con el walí musulmán de Wasqah, Muhammad al-Tawil.
Hasta entonces, el territorio aragonés pirenaico, tanto cristiano como musulmán, dependía en lo eclesiástico de los obispos mozárabes de Huesca, que ejercían su labor pastoral tanto en tierras cristianas como musulmanas. La diócesis comprendía entonces el territorio del Pirineo central al norte, desde el valle de Ansó por el oeste hasta el río Cinca por el este, que a fines del siglo X era una zona parcialmente reconquistada y cristiana alrededor de dos núcleos aislados, el condado de Aragón (alrededor del valle del río Aragón y sus afluentes hasta el Roncal pamplonés) y el condado de Sobrarbe (alrededor del núcleo de Buil). La diócesis también comprendía una zona islamizada centrada alrededor del Somontano de Wasqah y la Barbitaniya, Serrablo (el valle del río Gállego y su afluente el río Guarga) y la ribera del Cinca: en esta zona contaba con los monasterios de origen visigodo y eremita de San Martín de Asán, San Pedro de Séptimo, San Úrbez de Nocito y San Cucufate (o San Cugat) de Lecina, y con las parroquias mozárabes, situadas en el interior de ciudades y villas musulmanas o en poblados aislados, como las de Huesca (San Pedro el Viejo), Quinzano, Plasencia, Anzano, Lierta, Arascués, Nisano, Banastás, Apiés, Lienas, Igriés, Yéqueda, Aguas, Liesa, Saliellas y Casbas, junto con la iglesia de Santa Eulalia de Barbastro.

### Reconquista cristiana
En la primera mitad del siglo IX se liberaron de la dominación árabe los condados de Sobrarbe y Aragón, que posteriormente (921) quedaron bajo el control de los reyes de Navarra como estados vasallos y bajo la jurisdicción de los obispos de Pamplona. 
El cambio de dinastía en el Condado de Aragón, cuando la hija de Galindo II Aznárez, Andregoto Galíndez, pasó el título condal a los reyes navarros de la dinastía Jimena por vía matrimonial, se caracterizó por un impulso reconquistador y repoblador gracias a que lograron atraer a muchos mozárabes de la Marca Superior andalusí. En el 922 el obispo de Pamplona, Galindo, organizó el territorio del Reino de Navarra y sus vasallos desde el punto de vista eclesiástico, creando 4 nuevas diócesis: para el condado de Aragón consagró obispo a Ferriolo, que situó su sede en el monasterio pirenaico de San Adrián de Sásabe en el Valle de Borau y luego en el de San Juan de la Peña. Se conocen los nombres de una decena de obispos de esta sede, documentados como obispos Sasauensis o Aragonensis. Hacia mediados del siglo XI el conde aragonés Sancho Ramírez se proclamó rey de Aragón e hizo de Jaca su capital, y es a esta ciudad donde los obispos aragoneses de Sásabe trasladaron su residencia en 1076 al monasterio de San Pedro de Jaca. A partir de este momento los obispos son conocidos con el doble título de "obispos de Aragón" u "obispos de Jaca".
Más allá del Cinca, el territorio pirenaico era sufragáneo de la arquidiócesis de Narbona por medio de su vinculación a la sede obispal de Urgel, hasta que los condes de Ribagorza consiguieron no solo su independencia política del otro lado del Pirineo, sino también su independencia eclesiástica por el expeditivo método de acoger a un obispo itinerante (Arnulfo, año 888) y nombrar como obispo de sus territorios condales a un miembro de la familia gobernante, Atón, en tiempos del conde Ramón I de Pallars-Ribagorza. Finalmente, solo a mediados del siglo X, en tiempos de Ramón II de Ribagorza, el condado de Ribagorza consiguió de Narbona la erección de un obispado propio con sede en Roda de Isábena, recientemente conquistada a los árabes.

### Sede de Huesca y Jaca
El 19 de noviembre de 1096 Huesca fue reconquistada por el rey Pedro I de Aragón (1094-1104), quien la convirtió en la nueva capital de su reino. En octubre de 1097, el obispo Pedro de Jaca trasladó la sede de la diócesis aragonesa a Huesca, restableciendo así la antigua sede visigoda. La gran mezquita de la ciudad fue transformada en la nueva catedral diocesana. El 11 de mayo de 1098 el papa Urbano II confirmó la restauración de la diócesis de Huesca con la bula Miserationibus Domini. Sin embargo, la sede de Jaca no fue suprimida del todo, ya que conservó su catedral y cabildo de canónigos. A partir de este momento la diócesis pasó a tener el doble nombre de "diócesis de Huesca y Jaca". Desde esa fecha la vida religiosa de Huesca es mucho más conocida, incluyendo sus luchas por la supremacía de su sede en la zona central del Pirineo.
Una larga disputa de fronteras enfrentó a los obispos de Huesca y Jaca con los de Roda-Barbastro, que habían trasladado su sede a Lérida en 1149. Una sentencia del papa Inocencio III de 1203 resolvió definitivamente la cuestión asignando a los obispos de Huesca y Jaca los territorios aragoneses de la diócesis de Roda-Barbastro, es decir la zona situada entre los ríos Alcanadre y Cinca, incluida la ciudad de Barbastro y el priorato de Alquézar.
El 14 de junio de 1318 la diócesis pasó a formar parte de la provincia eclesiástica de Zaragoza.
Durante el siglo XIV la diócesis contó con una larga serie de obispos, unos quince, todos de nombramiento pontificio, que permanecieron poco tiempo en Huesca, considerada una sede de poca importancia, y trampolín hacia obispados más prestigiosos.
Sin embargo, durante el siglo XV sólo hubo 8 obispos de Huesca y Jaca, entre los que destaca especialmente el obispo Juan de Aragón, obispo durante más de 40 años (1484-1526). Durante su largo episcopado se concluyó la construcción de la catedral. Debido a la avanzada edad de Juan de Aragón, se nombraron inesperadamente dos obispos coadjutores, Alonso de So de Castro y Felipe de Urriés, quienes afirmaron suceder a Juan de Aragón cuando éste murió el 12 de diciembre de 1526. Se produjo un pequeño cisma, durante el cual los partidarios de los dos contendientes también se enfrentaron con armas. Alonso de So de Castro murió en Nápoles el 12 de octubre de 1527, pero el capítulo de canónigos negó a Felipe de Urriés tomar posesión de la diócesis. Siguió una vacancia de 7 años, hasta el nombramiento de Martín de Gurrea.

### Sede de Huesca
El rey Felipe II  temiendo el avance del protestantismo en España a través de los Pirineos, propuso al papa que la extensa diócesis de Huesca y Jaca se dividiera en varias diócesis. La decisión de pedir la erección de las diócesis aragonesas surgió de las Cortes celebradas en Monzón en año 1564. El embajador de Felipe II en Roma presentó al papa Pío IV los deseos del rey y el 3 de febrero de 1564 el papa comisionó a su nuncio en España, Alejandro Crivelli, para que le informara acerca de la conveniencia o no de acceder a las peticiones, aunque se encontró con la resistencia de los obispos de Huesca y Lérida. Con la bula Cum ad hoc del 18 de junio de 1571 el papa Pío V separó las sedes de Huesca y Jaca, erigiendo para esta última una diócesis independiente mediante la bula In eminenti. Además Huesca cedió una porción de territorio para la erección de la diócesis de Barbastro, a la vez que también sufrían alteraciones Montearagón, San Juan de la Peña y San Victorián. 
Los obispos de las últimas décadas del siglo XVI implementaron diversas iniciativas para implementar los decretos de reforma del Concilio de Trento y frenar cualquier intento de predicación por parte de los protestantes, especialmente los provenientes de la región francesa de Bearne: insistieron varias veces para que se llevaban registros parroquiales; favorecían reuniones frecuentes de sínodos diocesanos y visitas pastorales; tomaron medidas para contrarrestar el poder del cabildo catedralicio, que en el pasado a menudo había anulado el de los obispos; alentaron la predicación al pueblo; el seminario diocesano fue inaugurado en 1580; en 1584 el misal y el breviario romano sustituyeron a los libros anteriores en uso en la diócesis; en 1594 se publicó un catecismo.
De 1534 a 1686 los obispos fueron exclusivamente aragoneses; posteriormente, especialmente a partir de 1707, el rey eligió principalmente obispos castellanos.
Durante las guerras napoleónicas, al morir el obispo Joaquín Sánchez Cutanda en 1809, el gobierno de José Bonaparte nombró para sucederlo a Miguel de Santander, auxiliar de Zaragoza, quien tomó posesión de la diócesis el 17 de febrero de 1810. Con el fin de la ocupación francesa, Miguel de Santander huyó a Francia en junio de 1813.
Con el concordato de 1851 la diócesis adquirió jurisdicción sobre la Orden de San Juan de Jerusalén y su abadía de Montearagón y San Victorián. Estas decisiones, sin embargo, sólo entraron en vigor después de un real decreto de 1917.
La diócesis sufrió mucho por el anticlericalismo que asoló España durante el siglo XIX. El obispo Basilio Gil Bueno fue expulsado de la ciudad en 1868, se refugió en Zaragoza y pudo regresar a su diócesis en septiembre del año siguiente. Participó en el Concilio Vaticano I en Roma, donde murió el 12 de febrero de 1870.
El 2 de septiembre de 1955, a raíz del concordato de 1953 que establecía que los límites de las diócesis debían coincidir con los de las provincias civiles, mediante el decreto Initis inter de la Congregación Consistorial se revisaron los límites con las diócesis vecinas: la diócesis de Huesca cedió el arciprestazgo de Broto a la diócesis de Jaca, pero adquirió la de Berbegal de la diócesis de Lérida y la parroquia de Eres de la propia Jaca. Al mismo tiempo pasó a la archidiócesis de Zaragoza la parroquia de Santa Engracia, que desde la Edad Media formaba parte de la diócesis de Huesca a pesar de estar en el centro de la ciudad de Zaragoza.
Desde el 23 de octubre de 2003 está unida in persona episcopi a los obispos de la diócesis de Jaca.

## Estadísticas
Según el Anuario Pontificio 2022 la diócesis tenía a fines de 2021 un total de 79 177 fieles bautizados.
| Año                                                                             | Población            | Población | Población      | Sacerdotes | Sacerdotes    | Sacerdotes    | Bautizados por sacerdote | Diáconos permanentes | Religiosos | Religiosos | Parroquias |
| Año                                                                             | Bautizados católicos | Total     | % de católicos | Total      | Clero secular | Clero regular | Bautizados por sacerdote | Diáconos permanentes | Varones    | Mujeres    | Parroquias |
| ------------------------------------------------------------------------------- | -------------------- | --------- | -------------- | ---------- | ------------- | ------------- | ------------------------ | -------------------- | ---------- | ---------- | ---------- |
| 1950                                                                            | 110 000              | 110 000   | 100.0          | 182        | 130           | 52            | 604                      |                      | 172        | 612        | 196        |
| 1970                                                                            | 84 123               | 84 167    | 99.9           | 181        | 159           | 22            | 464                      |                      | 53         | 484        | 189        |
| 1980                                                                            | 76 500               | 77 000    | 99.4           | 133        | 113           | 20            | 575                      |                      | 43         | 339        | 197        |
| 1990                                                                            | 82 500               | 83 500    | 98.8           | 119        | 99            | 20            | 693                      |                      | 39         | 260        | 210        |
| 1999                                                                            | 78 500               | 79 500    | 98.7           | 107        | 90            | 17            | 733                      |                      | 32         | 193        | 210        |
| 2000                                                                            | 78 500               | 79 500    | 98.7           | 106        | 89            | 17            | 740                      |                      | 32         | 190        | 200        |
| 2001                                                                            | 76 000               | 77 000    | 98.7           | 108        | 89            | 19            | 703                      |                      | 30         | 184        | 200        |
| 2002                                                                            | 78 000               | 79 000    | 98.7           | 101        | 86            | 15            | 772                      |                      | 30         | 190        | 200        |
| 2003                                                                            | 78 000               | 79 000    | 98.7           | 102        | 84            | 18            | 764                      |                      | 36         | 190        | 200        |
| 2004                                                                            | 78 000               | 79 000    | 98.7           | 100        | 82            | 18            | 780                      |                      | 34         | 180        | 200        |
| 2006                                                                            | 78 600               | 79 600    | 98.7           | 97         | 79            | 18            | 810                      |                      | 34         | 178        | 210        |
| 2013                                                                            | 85 000               | 85 549    | 99.4           | 90         | 73            | 17            | 944                      |                      | 23         | 220        | 211        |
| 2016                                                                            | 83 100               | 84 183    | 98.7           | 87         | 69            | 18            | 955                      |                      | 25         | 176        | 211        |
| 2019                                                                            | 78 136               | 84 018    | 93.0           | 80         | 62            | 18            | 976                      |                      | 24         | 161        | 210        |
| 2021                                                                            | 79 177               | 84 230    | 94.0           | 69         | 62            | 7             | 1147                     |                      | 15         | 153        | 210        |
| Fuente: Catholic-Hierarchy, que a su vez toma los datos del Anuario Pontificio. |                      |           |                |            |               |               |                          |                      |            |            |            |

En el curso 2017-2018 se formaron 3 seminaristas en el Seminario Mayor diocesano.

## Episcopologio
Desde el 2 de enero de 2024 su administrador apostólico sede vacante es el arzobispo Vicente Jiménez Zamora.